# Justin Sonder

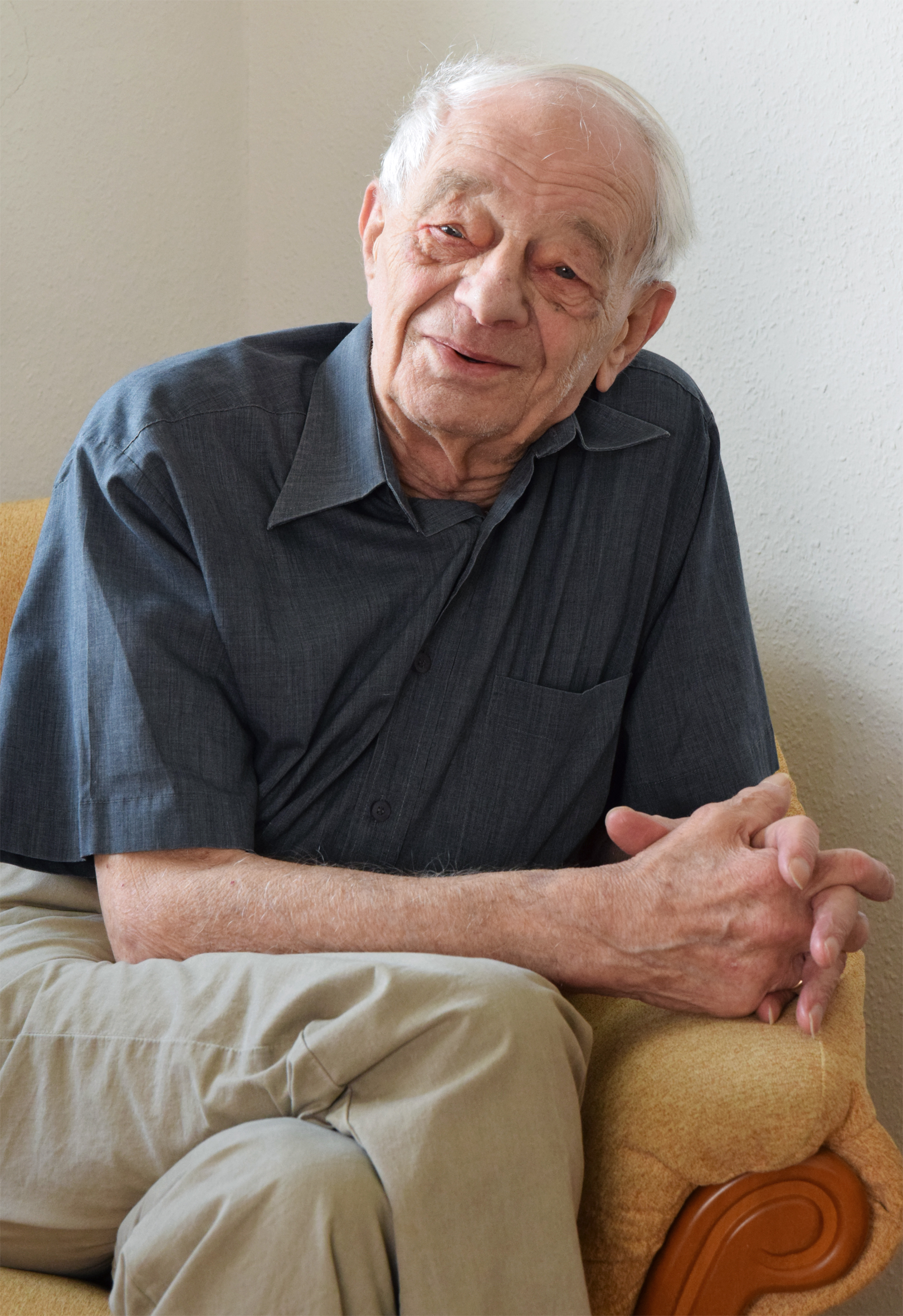
Justin Sonder im Jahr 2016

Justin Sonder (* 18. Oktober 1925 in Chemnitz; † 3. November 2020 ebenda) war ein deutscher Überlebender des KZ Auschwitz und Zeitzeuge.

## Leben

### Kindheit
Justin Sonder wurde als Sohn einer Hausfrau, Cäcilie, genannt Zita (ermordet 1943 in Auschwitz-Birkenau), und eines Kaufmanns, Leo Sonder (1899–1949), in der Industriestadt Chemnitz geboren. Seine Eltern waren etwa ein Jahr vorher aus Unterfranken nach Chemnitz gezogen. Bereits in jungen Jahren mit dem wachsenden Antisemitismus konfrontiert, musste er in Chemnitz die Pogromnacht am 9. November 1938 miterleben. Justin Sonder begann nach dem Schulabschluss 1941 eine Lehre als Koch.

### Verfolgung im Nationalsozialismus

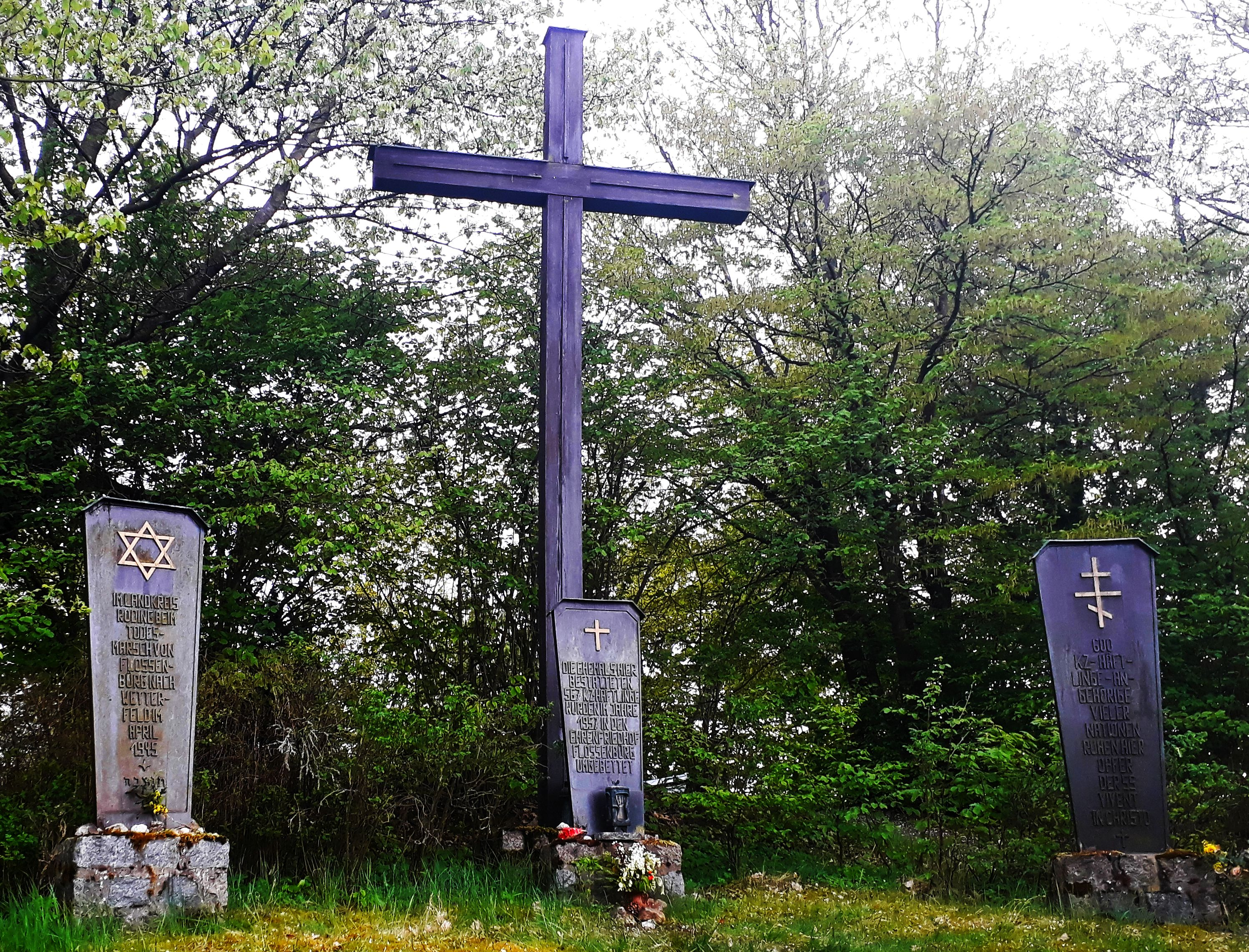
Gedenkstätte bei Wetterfeld für Sonder und andere Überlebende: Vor dem Holzkreuz sind drei Tafeln mit dem Davidstern, einem westlichen und einem orthodoxen Kreuz aufgestellt.

Schon im Herbst desselben Jahres wurde er zur Zwangsarbeit in einem Rüstungsbetrieb verpflichtet. Am 27. Februar 1943 wurde er wegen seiner jüdischen Herkunft polizeilich festgenommen. Er kam zuerst in das Judenlager Hellerberg und wurde am 3. März von Dresden aus nach Auschwitz überführt, wo er an der Rampe für das KZ Auschwitz III Monowitz selektiert wurde. Sonder erhielt die Häftlingsnummer 105027 eintätowiert. Insgesamt überlebte er in Auschwitz 17 Selektionen. Kurz vor Befreiung von Auschwitz wurde er am 18. Januar 1945 nach Gleiwitz auf einen Todesmarsch geschickt und schließlich auf offenen Kohlewaggons mit weiteren 7000 Häftlingen deportiert. Er kam am 26. Januar 1945 im KZ Flossenbürg an, wurde von dort aus am 16. April 1945 auf einen weiteren Todesmarsch in Richtung KZ Dachau geschickt und letztlich am 23. April 1945 nahe Wetterfeld von US-amerikanischen Soldaten befreit. Er war einer der wenigen Überlebenden von Auschwitz und der Todesmärsche von Flossenbürg. Wenige Hundert Meter davon wurden auch 597 Ermordete des Todesmarsches begraben. Durch Zufall traf er kurze Zeit später seinen Vater Leo Sonder in Hof wieder, der aus dem KZ Dachau befreit worden war. Seine Mutter Cäcilie wurde wie 21 andere Verwandte im Holocaust ermordet.

### Karriere bei der Kriminalpolizei
Nachdem Sonder am 19. Juni 1945 nach Chemnitz zurückgekehrt war, schlug er eine Laufbahn in der sächsischen Landespolizei ein. Bereits im Oktober 1945 war er Revierschutzmann auf Prüfung und wurde danach Wachtmeister in Chemnitz. 1947 wurde er in den Kriminaldienst übernommen, 1952 Leiter eines Kommissariates und war von 1956 bis 1985 Dezernatsleiter für schwere Verbrechen.

### Politisches und gesellschaftliches Engagement
Sonder trat 1945 in die SPD ein und wurde nach deren Vereinigung von KPD und SPD zur Sozialistischen Einheitspartei Deutschlands Mitglied der SED. Er engagierte sich in der Vereinigung der Verfolgten des Naziregimes und war zeitweise deren Landesvorsitzender in Sachsen. 1947 trat er zudem in die FDJ ein. Er berichtete noch im Alter von über 90 Jahren an Schulen über die Verfolgung der Juden in der Zeit des Nationalsozialismus.
Sonder gehörte als von der Partei Die Linke in Sachsen nominiertes Mitglied der 13. Bundesversammlung an. 2011 war er Teil der Delegation, als mit dem damaligen Bundespräsidenten Christian Wulff erstmals ein deutscher Bundespräsident bei den Gedenkfeiern in Auschwitz sprach. 2015 erhielt er die Ehrenmedaille des Internationalen Auschwitz-Komitees für sein Aufklärungs- und Präventionsarbeit zum Holocaust und gegen das Vergessen.
Im Februar 2016 reiste Sonder 90-jährig nach Detmold, um als Zeuge im Prozess gegen den 94-jährigen ehemaligen SS-Unterscharführer Reinhold Hanning auszusagen, der als Wachmann in Auschwitz arbeitete.
Am 21. April 2017 wurde ihm die Auszeichnung als Chemnitzer Ehrenbürger zuteil „in Anerkennung seines unermüdlichen Engagements, mit dem er als einer der wenigen Auschwitz-Überlebenden und als einer der letzten Zeitzeugen überhaupt die Erinnerung an die Gräueltaten des nationalsozialistischen Regimes wachhält.“

### Privates
Sonder war verheiratet und hatte eine Tochter und zwei Söhne. Er verstarb wenige Tage nach seinem 95. Geburtstag in einer Chemnitzer Pflegeeinrichtung. Aufgrund der Corona-Pandemie wurde seine Trauerfeier auf Wunsch vieler Chemnitzer als Livestream auf der Website der Stadt gezeigt.

## Ehrungen
- 2007: Eintragung ins Goldene Buch der Stadt Chemnitz
- 2008: Ehrenpreis des Chemnitzer Friedenspreises[11]
- 2015: Ehrenmedaille des Internationalen Auschwitz Komitees[12]
- 2017: Ehrenbürgerwürde von Chemnitz[13]

## Darstellung Sonders in der bildenden Kunst

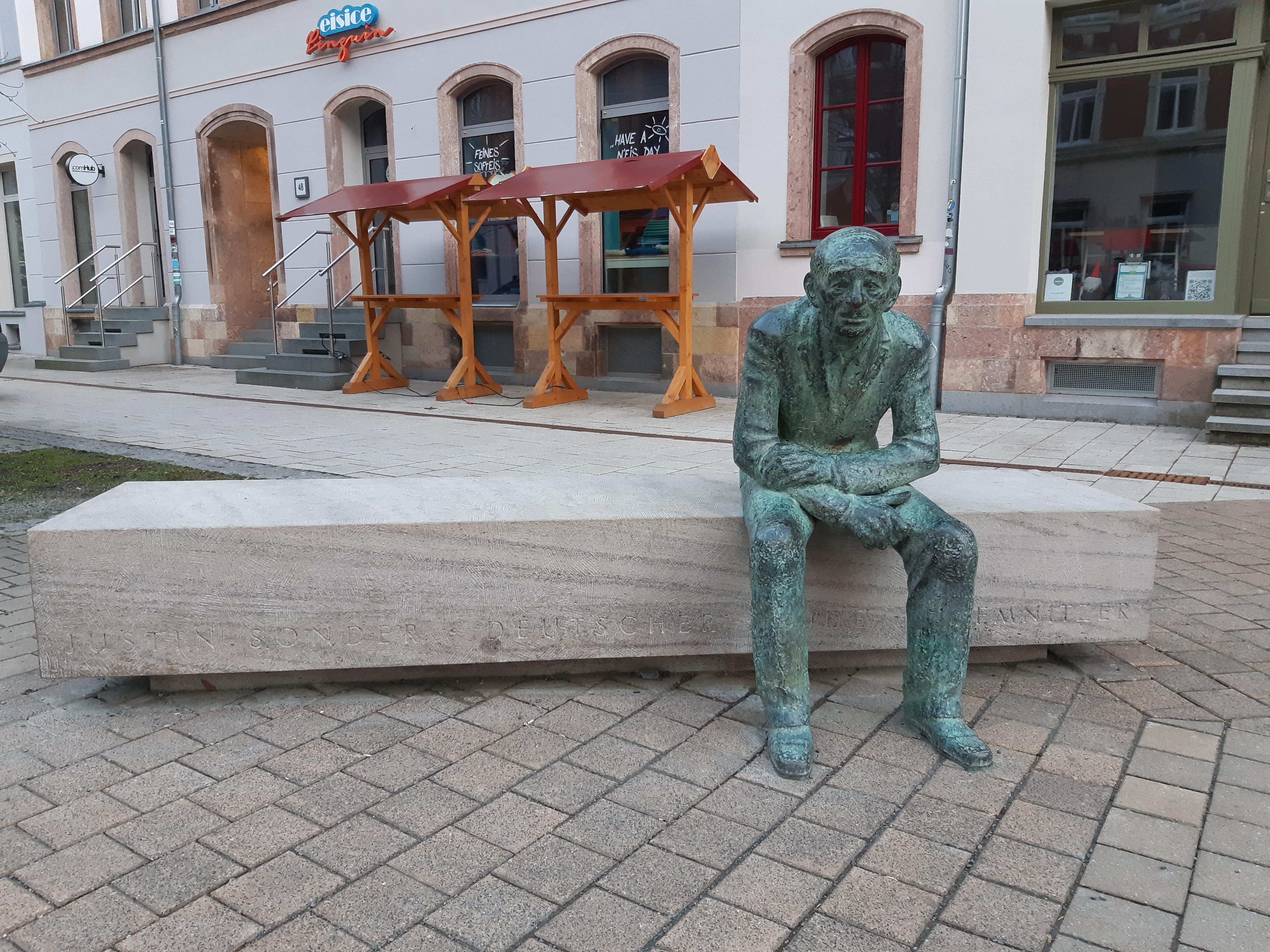
2024 eingeweihte Skulptur „Bank für Justin Sonder“ auf dem Brühl in Chemnitz (Januar 2025).

- Julia Kausch (* 1985): Denkmal für Justin Sonder (2024; Sitzfigur, Bronze; Chemnitz, Brühl)[14] als Umsetzung des Gedenkprojekts „Eine Bank für Justin Sonder“. An der feierlichen Einweihung am 9. November 2024 nahmen neben Familienangehörigen und vielen Chemnitzern der Chemnitzer Oberbürgermeister Sven Schulze, Christoph Heubner, Vorsitzender des Internationalen Auschwitzkomittees, der ehemalige Bundespräsident Christian Wulff und der Sächsische Ministerpräsident Michael Kretschmer teil.

## Film
- Über das Leben Sonders wurde 2017 durch die Chemnitzer Produktionsfirma Red Tower Films eine dreiteilige Kurzfilmserie u. a. mit Interviewmaterial aus dem 2017er Filmprojekt „Kinder im Krieg“ geschaffen.[15]

### Biographien
- Margitta Zellmer: Chemnitz – Auschwitz und zurück: aus dem Leben von Justin Sonder. Klinke e. V. Chemnitz, Chemnitz 2013, DNB 1128077868.
- Klaus Müller, Justin Sonder: 105027 Monowitz – Ich will leben! Von Chemnitz nach Auschwitz – über Bayern zurück. Nora Verlag, 2013, ISBN 978-3-86557-321-6.

### Essays in der Presse
- Enrico Hilbert: Seine Beobachtungsgabe und Neugier retteten ihn. Der Auschwitz-Überlebende Justin Sonder wird heute Ehrenbürger der Stadt Chemnitz. In: Neues Deutschland, 21. April 2017, S. 16.
- Marianne Schultz: Nur einmal hat er geweint. In: Freie Presse, 27. Januar 2014, S. 11.
- Matthias Zwarg: Dem Hotel der Hölle entkommen. In: Freie Presse, Chemnitz, 11. Januar 2025